# Александра-парк (Лондон)
Алекса́ндра-парк (англ. Alexandra Park) — пейзажный парк площадью 79,4 га на севере Лондона, в районе Харинги. 
Покрыт лесом и лужайками. На территории парка находится Александра-палас (построен в 1873 году), а также поля для спортивных игр, озеро для занятия гребли и горнолыжная трасса. Создан по проекту Александра Маккензи 1863 года. С холма парка открывается панорамный вид на центр Лондона.
Парк и дворец были выкуплены актом парламента в 1900 году. С 1980 года принадлежит совету городского района Харинги.
В парке произрастают дубы черешчатый и скальный, клёны полевой и белый, ясень, тис, рябина, граб, тополь, каштан, боярышник, калина и другие деревья.